# Saint-Loup-de-Varennes
Saint-Loup-de-Varennes – miejscowość i gmina we Francji, w regionie Burgundia-Franche-Comté, w departamencie Saona i Loara. Znana jest głównie z pierwszej stałej fotografii wykonanej przez Josepha-Nicéphore’a Niépce’a.
Według danych na rok 1990 gminę zamieszkiwało 986 osób, a gęstość zaludnienia wynosiła 119 osób/km² (wśród 2044 gmin Burgundii Saint-Loup-de-Varennes plasuje się na 235. miejscu pod względem liczby ludności, natomiast pod względem powierzchni na miejscu 1031.).